# Kalala Ilunga
Kalala Ilunga (siglo XVI) fue un emperador del Imperio Luba, que gobernó desde Katanga hasta Zambia y Zimbabue. Se le considera un icono cultural, responsable de buena parte de la cultura luba además de rey sagrado del Luba. Como los faraones egipcios y otros gobernantes del mundo antiguo, los reyes de Luba eran divinizados a su muerte.
Apodado "el guerrero", Kalala Ilunga era el hijo mayor de Ilunga Mbili y sobrino del rey Kongolo Mwamba. Desde temprana edad, Kalala destacó militarmente, como su padre.
Kongolo, al ser ya mayor y estar preocupado por su sucesión, organizó una conspiración para eliminar a Kalala. Durante una ceremonia en la corte, Kalala Ilunga y el resto de los príncipes reales debían bailar ante el rey. En la sala de baile se había cavado un agujero con lanzas y fetiches para que cayera. Para su fortuna, los sacerdotes Mbudie oyeron de la trampa y le alertaron. Durante la ceremonia, Kalala Ilunga actuó con cuidado para evitar la trampa. Después del intento fallido, Kongolo intentó otra conjura con la complicidad de unos cuantos soldados.
Esperaban acabar con los soldados leales a Kalala Ilunga en el campo de batalla. Sin embargo, cuándo estalló el motín, los partidarios de Kalala salieron victoriosos. Habiendo confiado en su victoria, Kongolo fue al campo de batalla y fue sorprendido por Kalala y sus partidarios. Fue apresado y muerto, con su cabeza y genitales cortados para ser lelvados a Mwibele, la capital. Kalala fue entonces proclamado Mulopwe (emperador en tshiluba).